# Tipula mitchelli
Tipula mitchelli är en tvåvingeart som beskrevs av Edwards 1927. Tipula mitchelli ingår i släktet Tipula och familjen storharkrankar. Inga underarter finns listade i Catalogue of Life.